# Reserva provincial Campo Salas

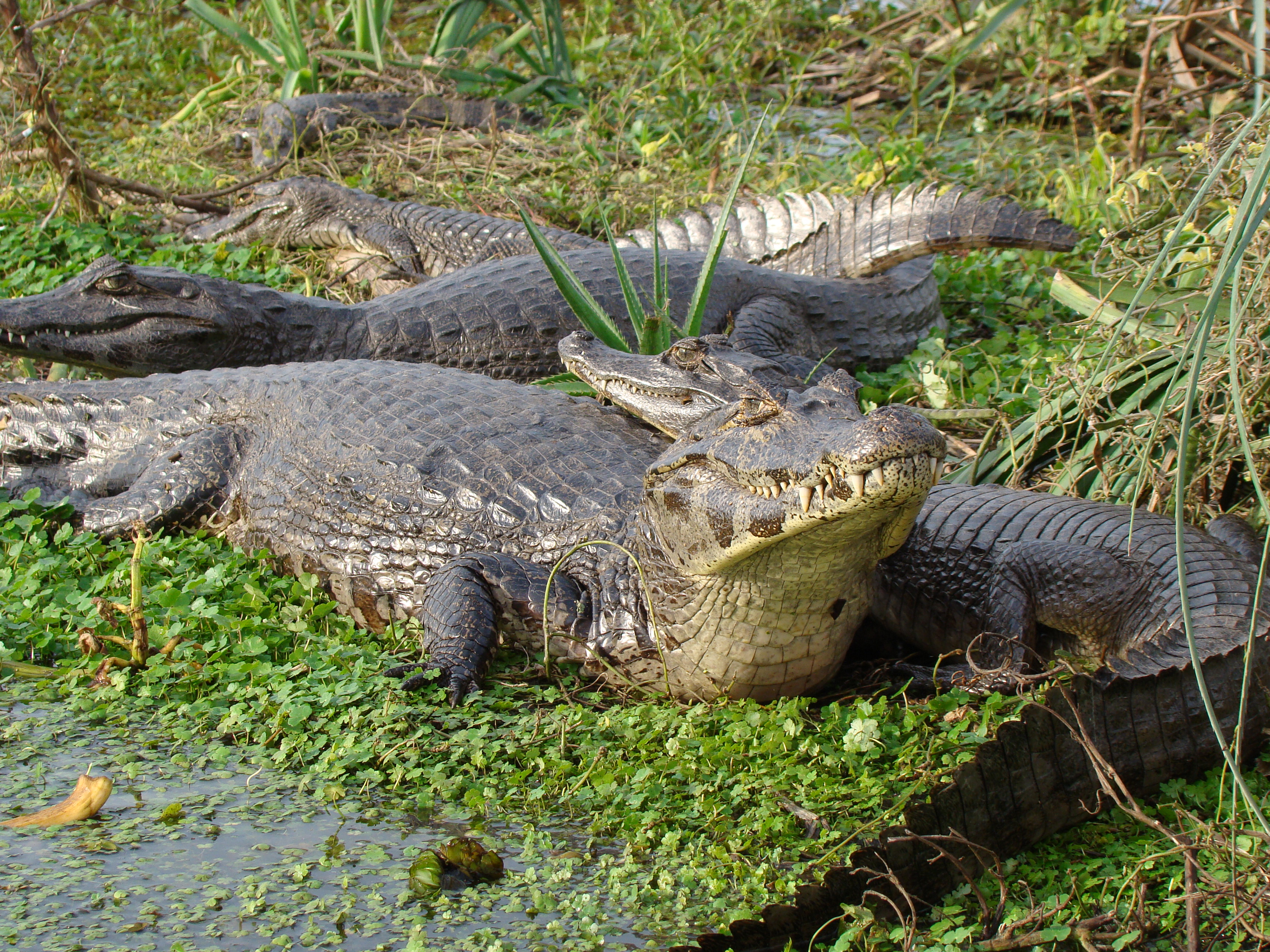
Yacaré negro (Caiman Yacare).

La Reserva provincial Campo Salas es un área protegida que abarca una superficie de 9897 ha. situada en el departamento General Obligado, en la provincia de Santa Fe, Argentina, en torno aproximadamente a la posición 29°11′S 59°33′O / -29.183, -59.550.

## Características generales
El área protegida fue creada mediante la resolución provincial 129 del año 1996, que formalizaba el acuerdo existente entre los propietarios de y la Subsecretaría de Medio Ambiente de la provincia de Santa Fe. 
La reserva es contigua a la Reserva provincial Virá-Pitá y se extiende en el sector centro y sur de la isla San Jerónimo, ubicada al oeste del río Paraná, en cercanías del puerto Reconquista, punto desde el cual se accede mediante embarcaciones de pequeño porte.
Las 9897 ha. de su superficie están incluidas dentro de Jaaukanigás, la gran extensión de casi 500 000 ha. del sitio RAMSAR santafesino.
El objetivo específico de su creación fue definir un área para la protección del mono carayá o aullador (Alouatta caraya) y el yacaré negro (Caiman yacare).
Hacia principios del 2016, pasadas dos décadas de su creación, no se habían llevado a cabo aún las acciones correspondientes a la administración real del ecosistema, no se había construido infraestructura adecuada ni se habían establecido medidas de supervisión y control.
El objetivo general de creación contempla el "uso sostenible de los recursos del ecosistema", lo que requiere que se realicen relevamientos para establecer las líneas de base para el desarrollo de cualquier potencial actividad. Estas acciones no se han realizado y según informa la autoridad provincial medioambiental, no se dispone de información sobre el área protegida.
Simultáneamente, se informa que unas 500 ha. en el sector norte de la reserva serían "zona intangible", lo que, por definición, implica un grado mínimo de actividades humanas con el correspondiente grado máximo de control.

## Ambiente
La reserva presenta el ambiente típico de las islas del Paraná medio, fuertemente condicionado por la dinámica del río. Se destaca por la abundante vegetación y la gran riqueza en cuanto a la diversidad de especies de fauna.